# Henri de Fulque
Henri de Fulque d’Oraison, né le 16 janvier 1739 à Aix-en-Provence et mort le 22 mai 1819 à Paris, est un général français de la Révolution et de l’Empire.

## États de service
Il entre en service le 13 mai 1757, comme garde dans la marine, et le 25 octobre 1765, il est nommé enseigne de vaisseau. Il fait partie de l’expédition de Bougainville autour du monde de 1766 à 1769. Le 9 juillet 1769, il prend rang de capitaine au régiment de Jarnac-dragons, et le 15 décembre 1772, il est lieutenant-colonel attaché au corps des dragons.
Le 24 février 1774, il passe mestre de camp, et en 1782, il est employé au siège de Gibraltar en qualité d’aide de camp du général commandant le corps d'armée français. Le 1er mars 1784, il est affecté au régiment d’artillerie de Grenoble. Il est fait chevalier de Saint-Louis en 1789, et il est promu maréchal de camp le 24 février 1790. Il rejoint l’armée des Alpes le 13 mai 1792. Le 15 mai 1793, il n’est pas compris dans l’organisation des états-majors, il est blessé lors de la défense de la convention pendant l’Insurrection du 1er prairial an III (20 mai 1795). 
Il est réintégré fin floréal an III (septembre 1795), et le 16 vendémiaire an IV (8 octobre 1795), il est employé à l’armée de l'Ouest. Il commande la ville de Brest en état de siège jusqu’au 24 prairial an IX (13 juin 1801), date de son affectation comme commandant d’arme à Besançon. Il est fait chevalier de la Légion d’honneur le 19 frimaire an XII (11 décembre 1803), et officier de cet ordre le 25 prairial suivant (14 juin 1804).
Il est créé chevalier de l’Empire le 21 septembre 1808, et le 23 décembre 1813, il est admis à la retraite.
Il meurt à Paris le 22 mai 1819.

## Armoiries
| Armoiries | Nom du chevalier et blasonnement |
| --------- | --- |
|           | Chevalier Henri de Fulque d’Oraison et de l'Empire, lettres patentes du 21 septembre 1808. D'azur, à la tour d'argent maçonnée de sable surmontée d'une colombe essorant cantonnée de même, et de trois étoiles en chef rangées en fasce ; le tout sénestré d'un tiers de gueules au signe des chevaliers - Livrées : rouge et bleu. |

## Sources
- (en) « Generals Who Served in the French Army during the Period 1789 - 1814: Eberle to Exelmans »
- Thierry Pouliquen, « Les généraux français et étrangers ayant servis [sic] dans la Grande Armée » (consulté le 19 novembre 2013)
- « Cote LH/1045/13 », base Léonore, ministère français de la Culture
- (pl) « Napoléon.org.pl »
- « La noblesse d’Empire » (consulté le 19 novembre 2013)
- Vicomte Révérend, Armorial du Premier Empire, tome 2, Honoré Champion, libraire, Paris, 1897, p. 195.